# جيمس دبليو. ماكميلان
جيمس دبليو. ماكميلان (بالإنجليزية: James W. McMillan)‏ هو ضابط أمريكي، ولد في 28 أبريل 1825 في مقاطعة كلارك في الولايات المتحدة، وتوفي في 9 مارس 1903 في واشنطن العاصمة في الولايات المتحدة.